# جان جیمز همیلتون
جان جیمز همیلتون (انگلیسی: Sir John Hamilton, 1st Baronet, of Woodbrook؛ ۴ اوت ۱۷۵۵ – ۲۴ دسامبر ۱۸۳۵) فرد نظامی اهل پادشاهی متحد بریتانیای کبیر و ایرلند بود. وی همچنین برندهٔ جوایزی همچون شوالیه (عنوان) شده‌است.